# Quirós (apellido)
Quirós es un apellido resultante de aplicar a personas —con sentido de oriundez— el topónimo Quirós, que designa un valle y concejo del Principado de Asturias.
El topónimo aparece documentado por primera vez en un diploma de donación de Ordoño I, del año 857, que se encuentra en el Archivo de la Catedral de Oviedo:
«...Loca etiam designata in terra que dicitur Quiros, deganeam, hominun, in uilla que vocatur Meruego [Bermiego]...»
En algunas regiones ha adoptado la forma Quiroz.
Cuenta con una variante en portugués: Queirós, o como se escribía antiguamente, Queiroz.

## Etimología
Algunos autores le buscan al apellido Quirós una etimología griega, relacionándolo con el adjetivo ἰσχυρὸς, que significa fuerte. Así el P. Carvallo, Ciriaco Miguel Vigil, y Vicente José González García, que añade el posible étimo χειρος, que significa mano.
Xosé Lluis García Arias hace derivar Quirós de la base cario, de la que proceden otros muchos topónimos y que, según Menéndez Pidal, deriva a su vez de la prerromana kar, cuyo significado sería piedra o roca. El mismo autor ofrece también como explicación probable el nombre de un antiguo poseedor llamado Caridosus, que debió de ser tan conocido y prominente como para dar su nombre a todo aquel territorio.

## Uso en España
En 2022 en España existen 21.131 personas que llevan el apellido Quirós, de los cuales como primero apellido lo llevan 10.496 personas y como segundo apellido 10.553 personas. Que contengan los dos apellidos, tanto primero como segundo, son 82 personas. Las provincias de Ávila, Badajoz, Cádiz, Granada y Asturias figuran como las provincias con más registros tanto como primer o segundo apellido.
Para el caso de Quiróz existen 5.372 personas de los cuales como primero apellido lo llevan 2.637 personas y como segundo apellido 2.718 personas. Que contengan los dos apellidos, tanto primero como segundo son 17 personas. En este caso las provincias con más registros son Barcelona y Madrid.